# Pintura (el guant blanc)
Pintura (El guant blanc) és un quadre realitzat per Joan Miró el 1925 que actualment forma part de la col·lecció permanent de la Fundació Joan Miró de Barcelona,

## Context històric
Entre els anys 1925 i 1927, Joan Miró fa més d'un centenar d'obres a Mont-roig i a París. Són les anomenades «Pintures de somni», de les quals forma part aquesta obra. A Pintura (El guant blanc) els elements apareixen descontextualitzats. El llenguatge és figuratiu, però l'escenari de la representació no és cap paisatge ni cap altre lloc, sinó un fons neutre i monocrom. Miró es deslliura dels detalls descriptius i la seva creació es torna silenciosa, amb pocs elements, els quals condensen tot el significat, sovint enigmàtic, que troba un marc de referència en el llenguatge poètic, ple d'evocacions.